# Plaza Mayor de Salamanca
La plaza Mayor de Salamanca es un espacio urbano construido como plaza mayor que con el tiempo se ha convertido en el centro de la vida social de la ciudad española de Salamanca. Fue construida en el periodo que va desde el año 1729 al 1756, en estilo barroco. El diseño es del arquitecto Alberto Churriguera (pabellones Real y de San Martín) y posteriormente continuada por otros con pocas modificaciones respecto al proyecto inicial. A comienzos del siglo XIX sufrió diversas remodelaciones urbanísticas, hasta que poco a poco a mediados del siglo XX fue desprovista de sus jardines, quiosco de música central y urinarios públicos para quedar diáfana. A la plaza, que cuenta con la consideración de Bien de Interés Cultural, Miguel de Unamuno la definió de la siguiente forma: «Es un cuadrilátero. Irregular, pero asombrosamente armónico».

## Historia

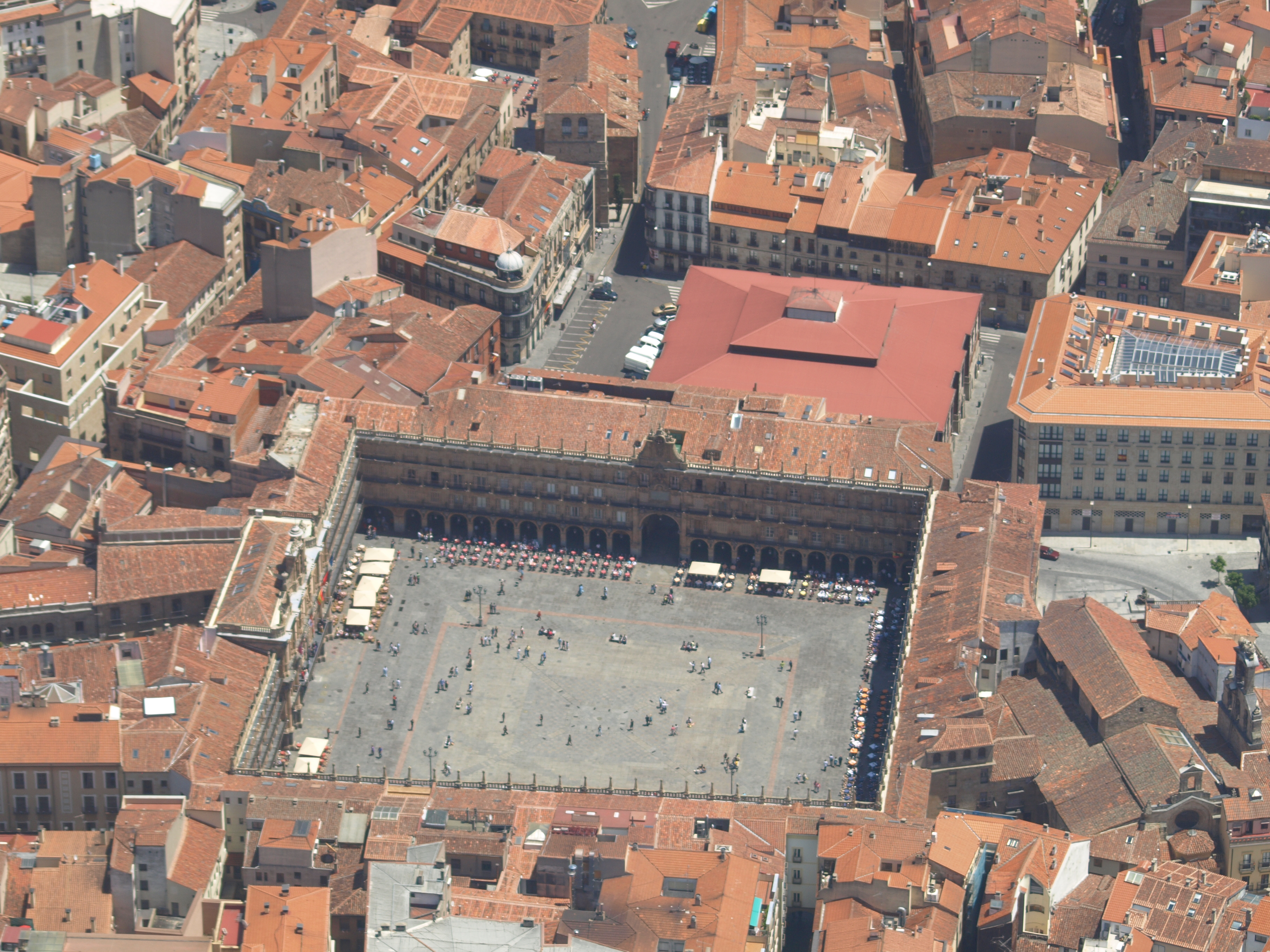
Vista aérea de la plaza Mayor en el año 2010.

La primitiva plaza nació de forma natural en una campa en la que se comerciaba, junto a la antigua Puerta del Sol de la muralla salmantina y, por encontrarse allí la iglesia de San Martín, fue conocida desde el siglo XV como plaza de San Martín. Esta plaza era mucho más grande que la actual plaza Mayor, casi cuatro veces más y se extendía no solamente por la actual plaza, sino que comprendía la plaza del Mercado, la del Corrillo y la del Poeta Iglesias, siendo considerada como «la plaza más grande de la cristiandad», en la cual se realizaban simultáneamente todas las funciones de una plaza (fiestas, mercado, etc.).

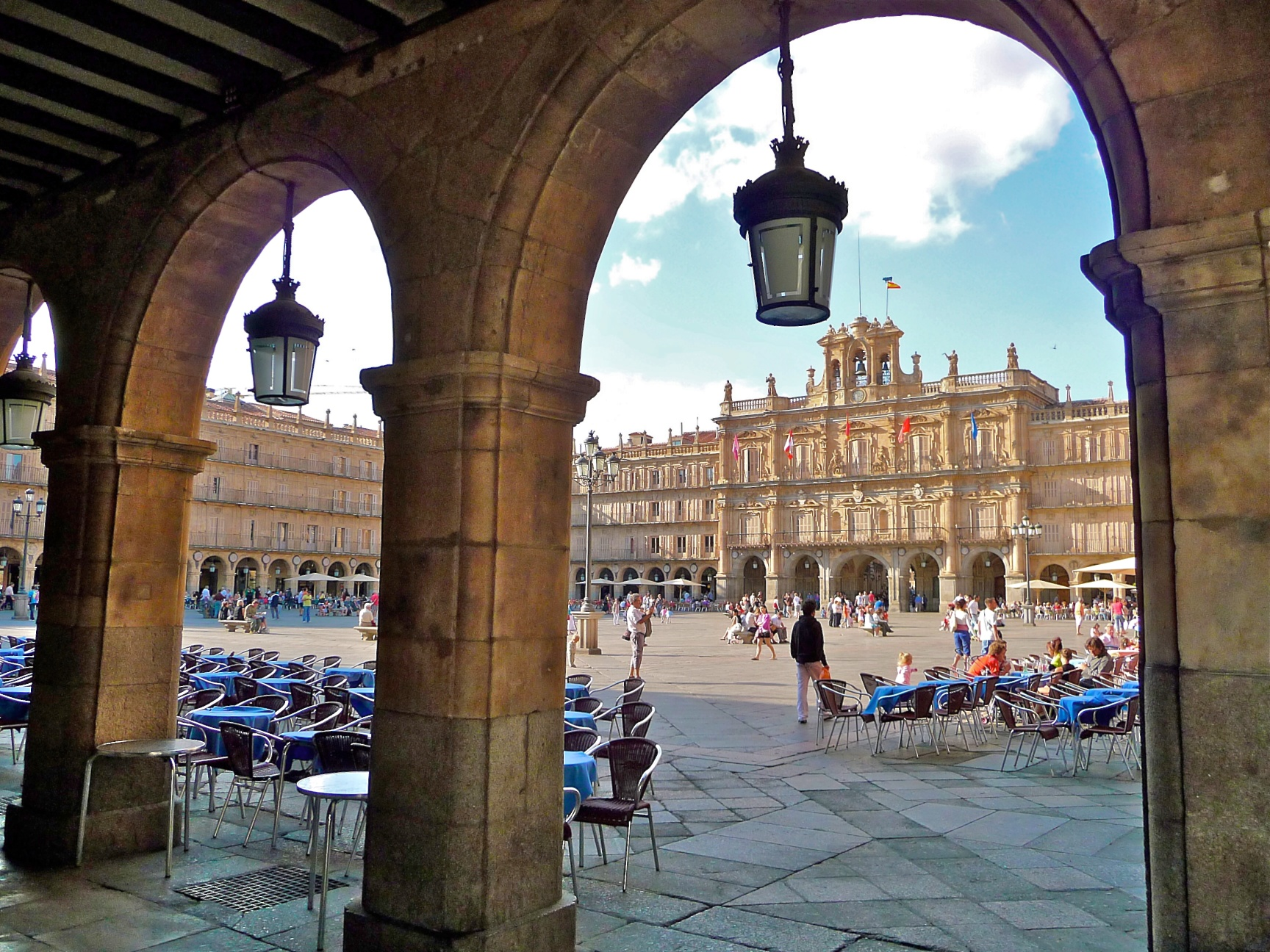
Soportales en la plaza Mayor

La idea de su construcción proviene del empeño administrativo del corregidor andaluz Rodrigo Caballero que a la edad de sesenta años logró convencer al ayuntamiento de la necesidad de una plaza más armónica y acorde con las corrientes urbanísticas de la época. En 1724 se segregó de la plaza primitiva y se comenzó a construir una plaza al estilo de la de Madrid, por el arquitecto Alberto de Churriguera, trasladándose a ella el ayuntamiento (las Casas Consistoriales) lo que le dio el rango de plaza mayor. Muerto Churriguera, terminó la obra Andrés García de Quiñones (1755). Desde el punto de vista estético, la de Salamanca mejora claramente su modelo, no solamente por el material empleado (piedra franca de Villamayor con su color dorado característico), sino por sus proporciones, mucho más armoniosas y por ser completamente cerrada. Hay que tener en cuenta, que por entonces la de Madrid tenía dos plantas más y no estaba del todo cerrada: tras sufrir un incendio en 1790 (más de tres décadas después de terminada la de Salamanca), fue reconstruida por Juan de Villanueva, y fue remodelada suprimiendo los mencionados dos pisos (lo que mejoró sus proporciones) y cerrando las esquinas con arcos para la entrada de las calles, al modo de la de Salamanca.

### Las obras
Se edifican los pabellones siguiendo tres fases constructivas bien diferenciadas a lo largo de un cuarto de siglo. La primera fase que aborda en sucesión dos pabellones: el Real (lado este) y el de San Martín (lado sur) (durante el período 1729-1735). El Pabellón Real era muy importante, porque con él se cerraba el desnivel de la plaza, haciendo su suelo plano.

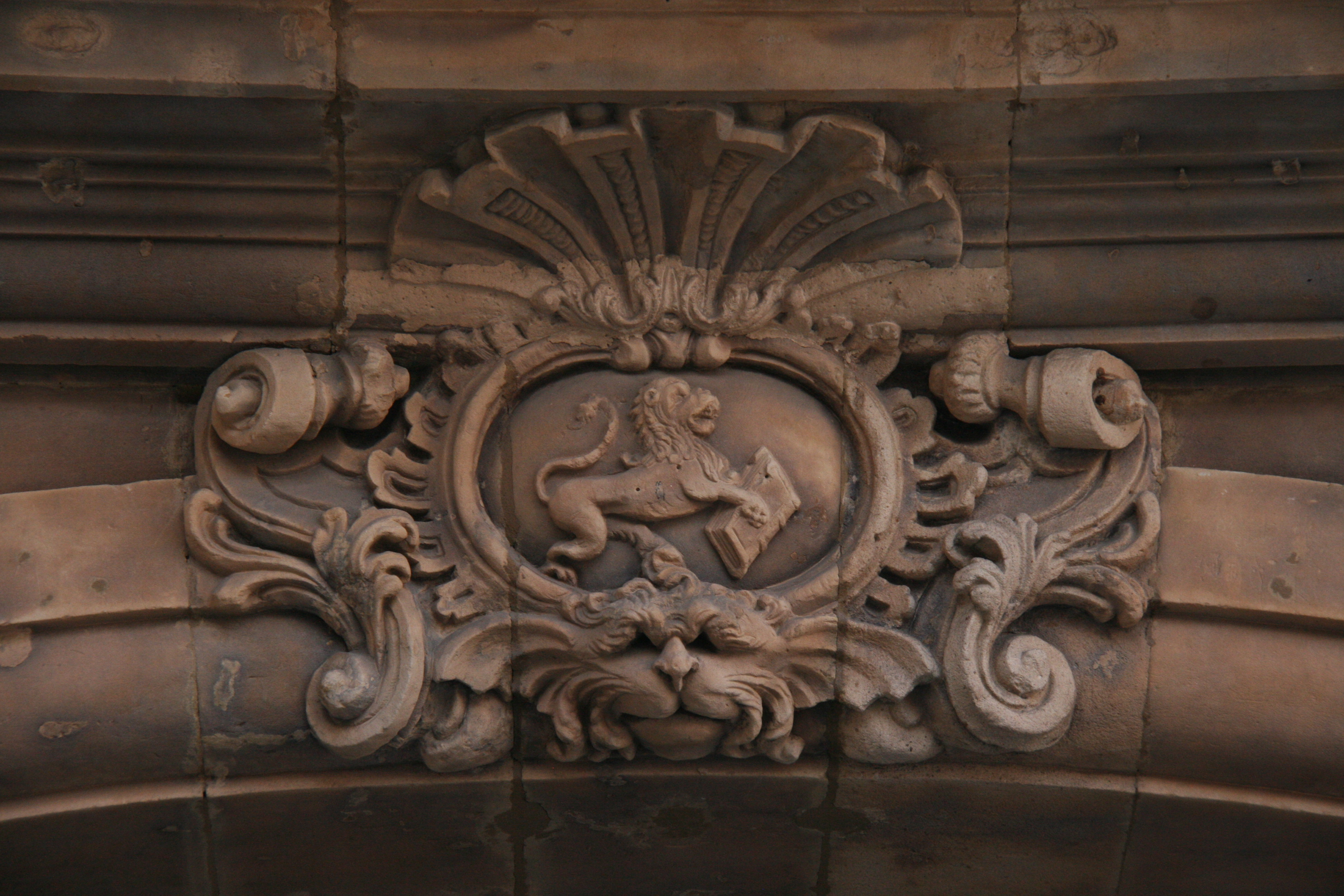
Detalle de una dovela del pabellón de Petrineros

El segundo período comprende quince años de interrupción de la obra (durante el período: 1735-1750) debido a los litigios habidos por el ayuntamiento con los dueños de las casas, que era necesario expropiar para la construcción del Pabellón de Petrineros (lado oeste) y del Consistorial (lado norte). Una tercera fase de construcción de la casa consistorial y su fachada (1750-1756) a cargo del arquitecto gallego Juan García Berruguilla. Se completó el cierre de la plaza el 29 de abril de 1755. La casa consistorial quedó arquitectónicamente incompleta, siendo construida posteriormente la espadaña de su fachada un siglo después (en 1852).
El ala este, en cuyo centro está el Pabellón Real, fue la primera que se construyó, ya que servía como muro de contención para hacer horizontal el suelo de la nueva plaza. Esta ala muestra entre sus arcos medallones con el busto de algunos reyes de España. En las otras alas, los medallones representan a otros personajes ilustres (santos, sabios, descubridores, etc.).
En 1935, fue declarada Monumento Nacional, por ser la plaza Mayor «más decorada, proporcionada y armónica de todas las de su época».

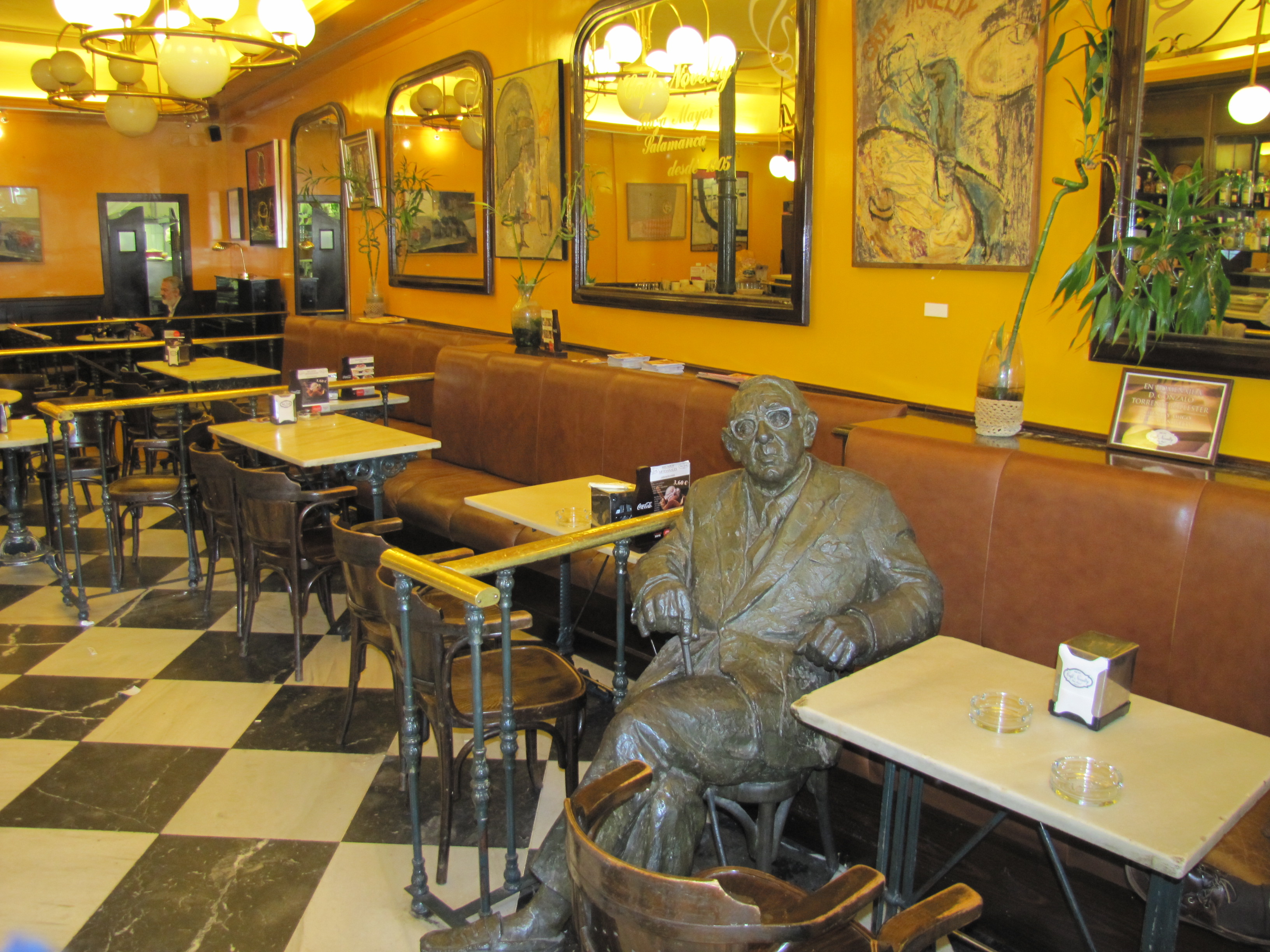
Estatua dedicada a Torrente Ballester en el café Novelty, obra del escultor Fernando Mayoral

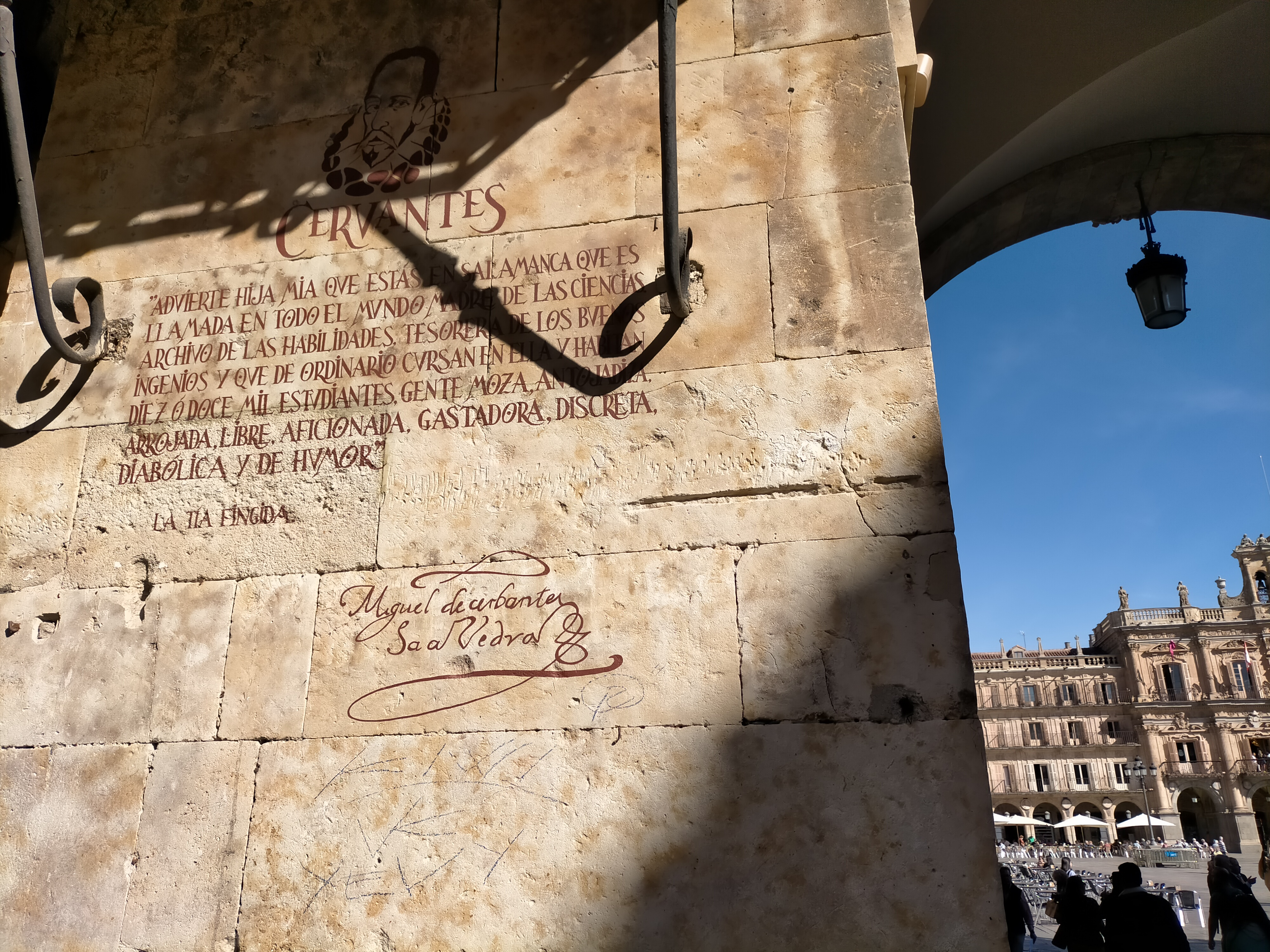
Cita dedicada por Miguel de Cervantes a Salamanca, pintada en el arco de acceso a la plaza Mayor de Salamanca desde la plaza de San Martín

### Actualidad
El aspecto actual, en lo que se refiere al pavimento (baldosas de granito gris, con marcas de granito rosa), se hizo hacia 1953 con granitos procedentes de las canteras de Carbellino. Hasta entonces tenía un jardín central, con bancos, árboles, arriates de flor y un quiosco de música en su centro. Una calle adoquinada lo contorneaba.
Fue declarada monumento histórico-artístico de carácter nacional el 21 de diciembre de 1973, publicándose en el Boletín Oficial del Estado el 23 de enero de 1974.
En la actualidad, la plaza Mayor es el centro de la vida de la ciudad y un punto de encuentro habitual de los habitantes. En ella se encuentran innumerables bares y terrazas, además de la cafetería más antigua de la ciudad, el centenario café Novelty, que al estilo del café Gijón en Madrid, ha sido punto de encuentro habitual de los literatos y artistas de la ciudad, desde su inauguración en 1905.
Con motivo del festejo del 250° aniversario de la plaza se diseñó el programa cultural denominado "Salamanca 2005. Plaza Mayor de Europa", con actividades musicales y escénicas destinadas a todos los públicos.

## Medidas

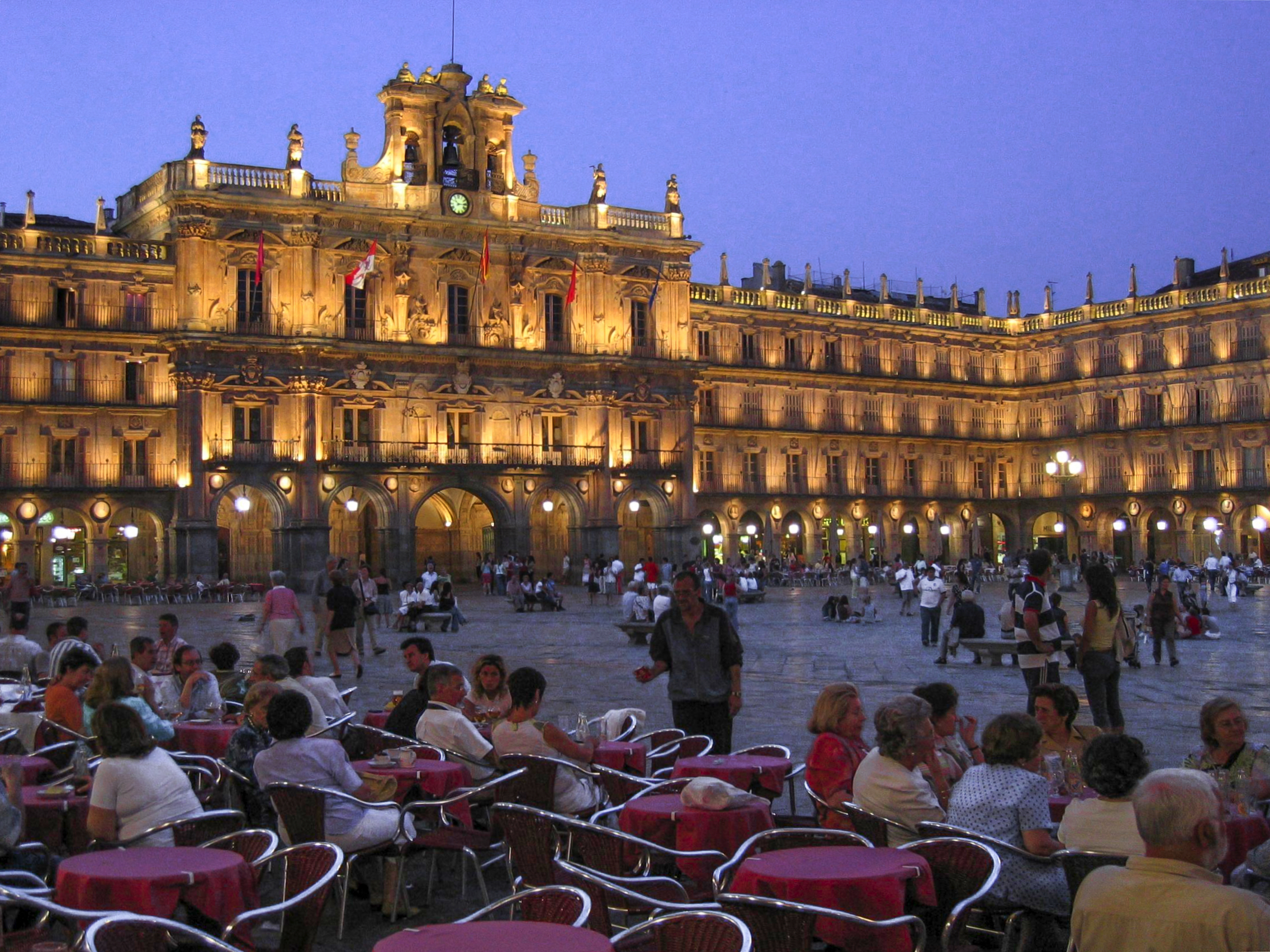
La plaza Mayor de noche

La plaza Mayor de Salamanca no es un cuadrado perfecto (es un cuadrilátero irregular) y ninguna de sus fachadas mide lo mismo. Aproximadamente, la fachada del ayuntamiento mide 82,60 m, la fachada oriental (Pabellón Real) 80,60 m, la fachada oeste mide 81,60 m y el lado de San Martín mide 75,69 m. Haciendo un cálculo aproximado, la plaza tiene una superficie de unos 6400 m² sin contar los soportales. En total la plaza tiene 88 arcos de medio punto con medallones en los que se representan personajes importantes en sus albanegas.
Cuando a Miguel de Unamuno, que hacía su tertulia diaria en la terraza que tiene en la plaza el Café Novelty, refiriéndose a la misma, le preguntaban si era un cuadrado perfecto o no, él afirmaba:

Es un cuadrilátero. Irregular, pero asombrosamente armónico.

La edificación tiene tres pisos (más planta baja) de altura salvo en el pabellón de las Casas Consistoriales, en el que tiene dos (más planta baja).

## Programa iconográfico
Este programa posee una historia que va unida al desarrollo urbanístico de la plaza a lo largo de los años que van desde su construcción en el siglo XVIII. Una de las iconografías más evidentes es la que se puede ver alrededor de la misma, en los medallones ubicados en las enjutas de los ochenta y ocho arcos. Pero puede observarse igualmente escudos de armas en los soportales de los arcos mayores, en los balcones y demás elementos arquitectónicos.

## Anecdotario

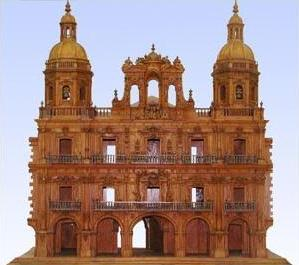
Maqueta del ayuntamiento

Las Casas Consistoriales nunca se terminaron: faltan dos torres sobre las alas laterales, que el arquitecto (Andrés García de Quiñones) no se atrevió a construir por considerar que la obra en la que debían apoyarse no reunía condiciones para resistir el peso, pero se conserva la maqueta de 1745. El proyecto de las torres se utilizó por su autor para concluir las torres de La Clerecía.
En el arco de mayor alzada de la zona del Pabellón Real, junto a la salida al Mercado, aparece una inscripción que recuerda: «Aquí se mató una muger, rueguen a Dios por ella. Año de 1838».